# Spermacoce garuensis
Spermacoce garuensis är en måreväxtart som först beskrevs av Kurt Krause, och fick sitt nu gällande namn av Rafaël Herman Anna Govaerts. Spermacoce garuensis ingår i släktet Spermacoce och familjen måreväxter.
Artens utbredningsområde är Kamerun. Inga underarter finns listade i Catalogue of Life.